# دریاچه ایلمن
دریاچه ایلمن(به روسی И́льмень) یک دریاچه مهم تاریخی در استان نووگورود روسیه است. این دریاچه در شمال استان واقع شده و به عنوان یک نقطه حیاتی مسیر تجارت از وارانگیان به یونانیان به‌شمار میرود.

بر اساس فرهنگ ریشه‌شناسی  مکس وسمر نام دریاچه از زبان فنلاندی گرفته شده و ریشه آن "Ilmajärvi" می‌باشد که به معنی دریاچه کوچک است.